# 鬼塚雅
鬼塚雅（日语：／ Onitsuka Miyabi，1998年10月12日—）生于熊本县熊本市，是一名日本女子单板滑雪运动员，主攻障碍技巧和大跳台。鬼塚五岁时在福冈市的一家室内练习场中接触单板滑雪。2013年，她在美国铜山完成了个人的世界杯分站赛首秀。2015年，她在奥地利克瑞斯彻伯格举行的世界锦标赛上获得障碍技巧项目的冠军，以16岁101天的年龄成为了史上最年轻的单板滑雪世锦赛冠军得主。